# 에티오피아 제국
에티오피아 제국(መንግሥተ፡ኢትዮጵያ 'Mängəstä Ityop'p'ya 망거스타 이티오피야')은 오늘날 에티오피아 지역에 1975년까지 존재하던 옛 나라이다. 1974년 육군 소령 멩기스투 하일레 마리암에 의한 정부 전복이 있기 전까지 존재하였다. 1931년 이전에는 아비시니아라는 국명을 사용하였으나 이후 에티오피아라는 국명을 사용하여 오늘에 이르고 있다.

## 역사
고대에 악숨 왕국이 있던 에티오피아에 들어선 자그웨 왕조가 1270년 무너지고 솔로몬 왕조의 예쿠노 암라크가 에티오피아 제국의 첫 황제가 되었다. 솔로몬 왕조는 성서에 등장하는 솔로몬 왕과 시바 여왕의 아들인 메넬리크 1세를 시조라 하며, 다른 왕조와 같이 초기 형태의 에티오피아 정교회를 종교로 가졌다. 16세기에 이슬람 세력과 에티오피아-아달 전쟁을 거치면서 독자성을 지켜냈으나 세력이 약화되었다.
1700년대에 여러 갈등으로 황제의 권력이 약해지고 100여년 간 지방 호족들의 세력이 난립하였으며, 1855년 이를 억누르고 황제에 오른 테오도로스 2세는 개혁정책을 폈으나 여러 반대에 부딪혔다. 테오도로스는 1868년 영국의 원정 당시 사망하였고, 이후 즉위한 요하네스 4세 역시 개혁적 통일 정책을 지속하였다. 1874년에는 이집트의 침략을 받았으나 무찔렀다. 솔로몬 왕조의 메넬리크 2세는 1889년에 전투 중 전사했던 요하네스의 뒤를 이어 에티오피아의 질서를 바로잡았으며, 수도를 아디스 아바바로 천도하고 본격적인 근대화에 착수하였다. 요하네스와 메넬리크 대에 여러 정복 전쟁을 벌이며 오로모족을 비롯한 여러 민족이 살고 있던 남쪽의 넓은 지역으로 영토를 확장하였다. 19세기 말에 가서 식민지를 확장하던 이탈리아의 침략을 받았으나 1896년 아드와 전투에서 크게 승리하면서 격퇴하였다.
1930년 즉위한 하일레 셀라시에 1세는 1931년 에티오피아에 성문헌법과 부분적인 입헌 군주제를 도입하였다. 그러나 1935년 무솔리니의 이탈리아군이 2차 침공을 감행하여 1936년 수도가 점령당하였고 황제는 외국으로 망명하였다. 1941년 에티오피아군은 영국군의 도움으로 이탈리아군을 몰아내어 국토를 수복하였고 황제도 복위하였다. 1952년에는 이탈리아로부터 에리트레아를 돌려받아 연방을 수립하였고, 1962년에는 제국의 구성원으로 흡수하였다.
1970년대 초반 극심한 기근과 경제 공황으로 민중들의 불만은 극에 달하였고, 1974년 9월 12일, 멩기스투 하일레 마리암에 의한 군사 쿠데타가 일어나 제정은 무너지고 하일레 셀라시에 황제도 폐위되었다. 황제는 폐위된 이듬해에 암살당했으며, 이후 에티오피아는 공화국이 되어 오늘에 이르고 있다.

## 역대 황제
| 재위 기간                          | 초명                             | 왕명                    | 비고 |
| ---------------------------------- | -------------------------------- | ----------------------- | --- |
| 솔로몬 왕조                        |                                  |                         | |
| 1889년 3월 10일 - 1913년 12월 12일 | 하일레 마르얌                    | 메넬리크 2세            | 쇼아의 마지막 왕이자 에티오피아 근대화의 선구자. 대관식은 1889년 11월 3일에 있었다.                        |
| 1913년 12월 12일 - 1916년 9월 27일 | 리즈 키프레 야쿱                 | 이야수 5세              | 국민의 대다수가 믿는 에티오피아 정교회를 배교하고 이슬람교로 개종하여 원성을 샀고, 대관식을 치르지 않았다. |
| 1916년 9월 27일 - 1930년 4월 2일   | 아스카라 마르얌                  | 자우디투                | 여제 |
| 1930년 4월 2일 - 1936년 5월 2일    | 타파리 마코넨                    | 하일레 셀라시에 1세     | 대관식은 1930년 11월 2일에 거행되었음.                                                                     |
| 사보이아 왕조                      |                                  |                         | |
| 1936년 5월 9일 - 1941년 5월 5일    | 이탈리아 왕국 사보이아 왕가 출신 | 비토리오 에마누엘레 1세 | 알바니아와 이탈리아의 국왕도 겸임.                                                                         |
| 솔로몬 왕조                        |                                  |                         | |
| 1941년 5월 5일 to 1974년 9월 12일  | 타파리 마코넨                    | 하일레 셀라시에 1세     | 1941년 복위. 1974년 멩기스투에 의한 군사 쿠데타로 폐위, 이듬해 암살됨.                                     |

## 같이 보기
- 에티오피아의 역사
- 에티오피아 황제
- 제1차 이탈리아-에티오피아 전쟁
- 제2차 이탈리아-에티오피아 전쟁
- 이탈리아령 동아프리카
- 동아프리카 전역 (제2차 세계 대전)
- 에티오피아 내전